# Menhir von São Bartolomeu do Mar

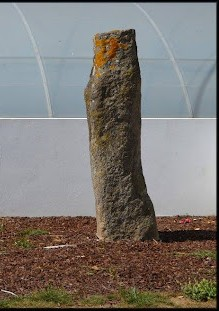
Menhir von São Bartolomeu do Mar

Der Menhir von São Bartolomeu do Mar wurde für die archäologische Wissenschaft erst im Jahre 1980 entdeckt. Dabei steht er seit der Vorzeit hinter einer Mauer neben der Pfarrkirche des Ortes Mar, der an der Küstenstraße (N 13) zwischen Póvoa de Varzim und Viana do Castelo bei Esposende im Norden Portugals liegt. Er ist einer der nördlich des Duero seltenen Menhire.
Der mittel- bis grobkörniger Granitmonolith mit vielen Quarzkristallen ragt etwa 2,1 m aus dem Boden. Seine verschlankte Spitze ist abgeschlagen, was zu Spekulationen über eine anthropomorphe Form veranlasst. Er hat unten einen trapezförmigen und oben einen in etwa dreieckigen Querschnitt. Alle drei Seiten weisen Schälchen auf (insgesamt 19). Die maximale Dicke beträgt an der Basis 72 cm; im Mittelteil 60 cm; und am oberen Ende 40 cm. Der Stein steht laut „Geologischer Karte“ auf einer alten Strandterrasse. Auf seine Datierung gibt es keinerlei Hinweise.